# Masacres de indígenas australianos
Esta lista de masacres de indígenas australianos detalla grupos de aborígenes e isleños del estrecho de Torres que fueron asesinados tras la colonización de Australia por el Imperio británico en 1788. Estos eventos fueron un elemento fundamental de las guerras fronterizas australianas, y las masacres fronterizas fueron un componente significativo de la desaparición de aborígenes en todo el continente.
Un proyecto encabezado por la historiadora Lyndall Ryan de la universidad de Newcastle y financiado por el Consejo Australiano de Investigaciones, ha estado investigando y mapeando estas masacres. Un colaborador importante para este proyecto es Jonathan Richards de la Universidad de Queensland. Se utilizan criterios como definir una masacre como el asesinato de seis o más personas y se incluye un mapa interactivo como recurso en línea. A 3 de enero de 2020, se habían documentado al menos 311 masacres fronterizas durante un período de aproximadamente 140 años, lo que revelaba «un intento organizado y sancionado por el estado para erradicar a los aborígenes».
Las masacres fueron llevadas a cabo por las siguientes fuerzas: el ejército británico, la Policía Montada de Nueva Gales del Sur, grupos de colonos armados, la policía fronteriza, la policía nativa, agentes de la policía de Australia Occidental y del Territorio del Norte y otros. La mayoría de las masacres fueron perpetradas como castigo sumario e indiscriminado por la matanza de colonos o el robo y destrucción de ganado. Hay más de nueve casos conocidos de envenenamientos masivos deliberados de aborígenes australianos.
También se incluyen en la lista las masacres intertribales aborígenes registradas desde 1788. Los académicos estadounidenses Lawrence Keeley y Norman Naimark han investigado las masacres precoloniales en un contexto global, y Geoffrey Blainey ha escrito sobre las guerras intertribales en Australia.

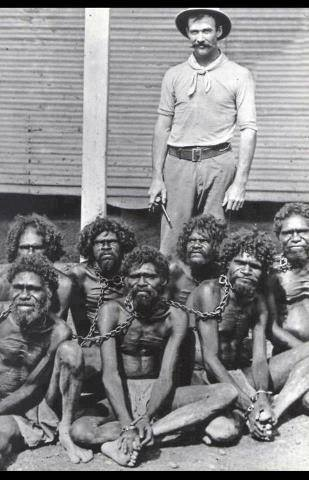
Indígenas australianos encadenados en cautiverio.

## Masacres del período colonial

### Nueva Gales del Sur

#### Década de 1790
Julio de 1791El gobernador Arthur Phillip escribió en su propio diario que concedió a 27 exconvictos asignaciones de tierras en Prospect Hill y The Ponds. Les dio mosquetes que se utilizaron para disparar contra los aborígenes australianos de la zona. En represalia, algunas de las chozas británicas fueron incendiadas. Arthur Philip luego desplegó soldados en el área que «dispersaron» a unos 50 aborígenes australianos. Además, como las parcelas de tierra estaban separadas por matorrales que ayudaban a «ocultar a los nativos», el gobernador ordenó que se despejaran los bosques para que los «nativos no pudieran encontrar refugio».
Abril de 1794En Toongabbie, un grupo armado de colonos persiguió a un grupo de aborígenes australianos que estaban extrayendo maíz de las granjas de los colonos. Mataron a cuatro, trayendo de vuelta la cabeza cortada de uno como prueba de sus hazañas.
Septiembre de 1794Los colonos británicos en el área del río Hawkesbury mataron a siete bediagal en represalia por el robo de ropa y provisiones. Algunos de los niños supervivientes de esta incursión fueron capturados por los colonos y retenidos como trabajadores agrícolas. Un niño, que era considerado un espía, fue luego arrastrado a través de un fuego, arrojado al río y asesinado a tiros.
Mayo de 1795Continuó el conflicto en la región de Hawkesbury y, tras el presunto asesinato de dos colonos, el teniente gobernador William Paterson ordenó a dos oficiales y 66 soldados que «[...] destruyeran a todos los que pudieran encontrar [...] con la esperanza de sembrar el terror, erigir horcas en diferentes lugares, donde se colgarían los cuerpos de todos los que pudieran matar [...]». Murieron siete u ocho bediagal. Un hombre lisiado, algunos niños y cinco mujeres (una de las cuales estaba muy embarazada) fueron llevados a Sídney como prisioneros. Una de las mujeres y su bebé tenían graves heridas de bala. El niño murió poco después, al igual que el bebé recién nacido de la embarazada.
Septiembre de 1795En las partes bajas de Hawkesbury, los colonos británicos llevaron a cabo una expedición armada contra los aborígenes australianos locales, matando cinco y tomaron prisioneros a varios, entre ellos un niño gravemente herido.
Marzo de 1797Después de que los aborígenes australianos mataran a dos colonos británicos, se organizó una gran expedición punitiva que sorprendió y dispersó un campamento nativo de unas 100 personas. Luego, el grupo armado regresó a Parramatta para descansar. Pemulwuy, un destacado líder de la resistencia aborigen de la primera frontera, los siguió a la ciudad exigiendo venganza por la dispersión. Entonces se produjo una escaramuza (conocida como la batalla de Parramatta) entre el grupo de Pemulwuy y un grupo de soldados y colonos británicos. Uno de los colonos resultó herido, pero al menos cinco aborígenes australianos murieron a tiros y muchos más resultaron heridos, incluido Pemulwuy. Un número indeterminado de aborígenes australianos murieron en la dispersión inicial que condujo a la batalla.
Marzo de 1799El gobernador John Hunter ordenó a Henry Hacking que investigara las denuncias de marineros británicos atrapados por aborígenes australianos en la desembocadura del río Hunter, al norte de la colonia. Hacking se encontró con un grupo de awabakal en el lado sur del río que le informó de que los marineros se habían ido antes a pie, tratando de caminar de regreso a Sídney. Hacking no les creyó y montó en ira, matando a tiros a cuatro hombres awabakal. Los marineros llegaron más tarde a Sídney, después de caminar la distancia para regresar.

#### Década de 1800
Marzo de 1806Un grupo de yuin, residentes en lo que los británicos llamaron la bahía de Twofold, trataron de sacar por la fuerza a once cazadores de focas acampados en su tierra. Los cazadores abrieron fuego con mosquetes y mataron a nueve, cuyos cuerpos colgaron de árboles cercanos para intimidar a otros yuin.

#### Década de 1810
1816Masacre de Appin. El gobernador de Nueva Gales del Sur, Macquarie, envió soldados contra los pueblos gundungurra y dharawal en sus tierras a lo largo del río Cataract, un afluente del río Nepean (al sur de Sídney), en represalia por los conflictos violentos con los colonos blancos (en los que varios murieron) en los alrededores de los distritos de Nepean y Cowpastures, durante una época de sequía. La expedición punitiva se dividió en dos en Bent's Basin, con un grupo moviéndose hacia el suroeste contra los gundungurra y el otro moviéndose hacia el sureste contra los dharawal. El 17 de abril, aproximadamente a la una de la mañana, este último grupo de soldados llegó a caballo a un campamento de los dharawales cerca de Cataract Gorge (paso de Broughton). Al menos 16 indígenas murieron por disparos y muchos otros hombres, mujeres y niños fueron empujados por los acantilados del desfiladero para morir despeñados.: 7 

#### Década de 1820
1824Masacre de Bathurst. Tras el asesinato de siete europeos a manos de aborígenes en Bathurst (Nueva Gales del Sur) y una batalla entre tres ganaderos y una banda por el ganado robado, que dejó 16 aborígenes australianos muertos, el gobernador de Brisbane declaró la ley marcial para restaurar el orden y pudo organizar un cese de hostilidades en las que «no se cometió ni un atropello, ni se sacrificó una vida, ni se derramó sangre». Parte de la tribu viajó a Parramatta para asistir al Día de la reconciliación anual del Gobernador.
182712 aborígenes australianos de los gringai fueron asesinados a tiros por matar —en represalia— a un convicto que había matado a tiros a uno de los perros su campamento.

#### Década de 1830

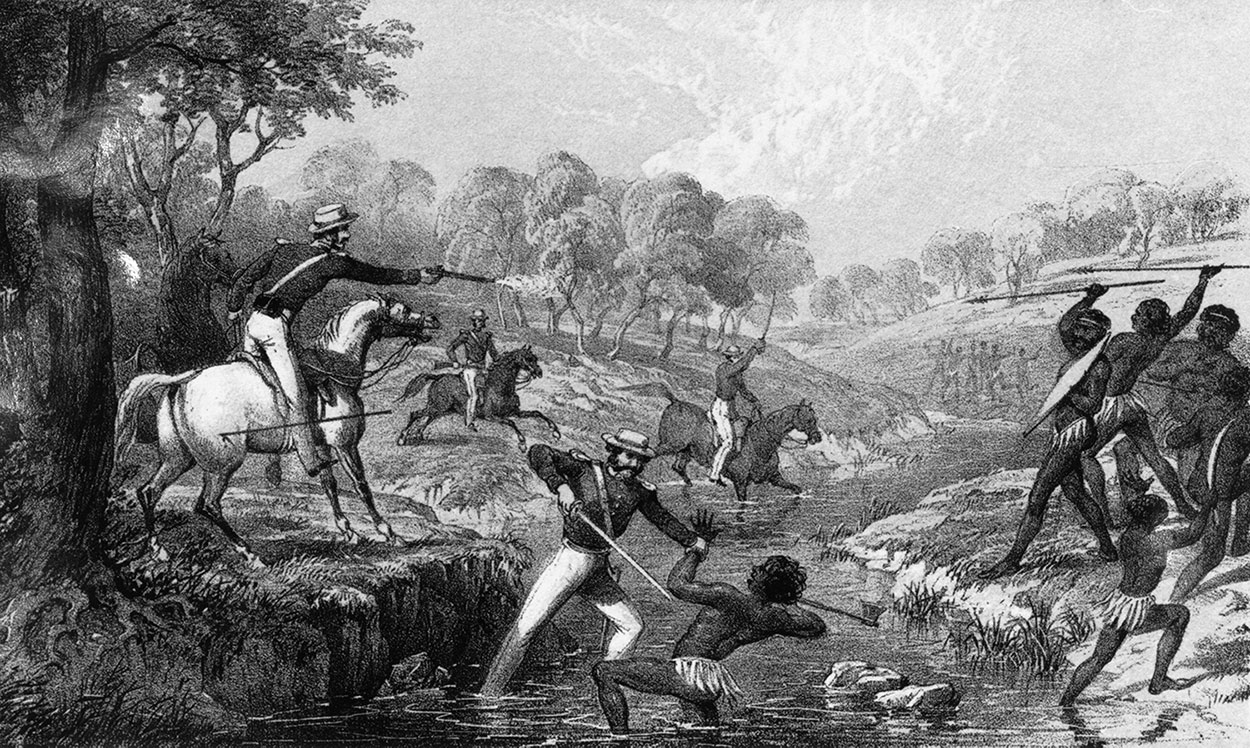
Grabado mostrando la matanza de aborígenes en el arroyo de Slaughterhouse por parte de tropas británicas.

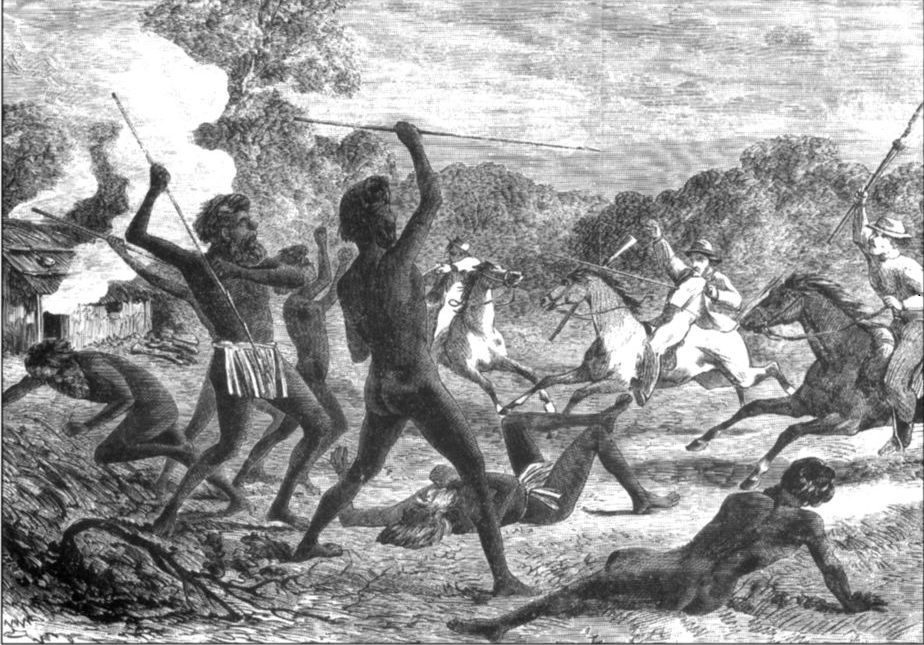
Grabado mostrando la masacre de Myall Creek.

18 de diciembre de 1832Joseph Berryman, supervisor de la adquisición de Sydney Stephen de las tierras murramarang cerca de Bawley Point, mató a tiros a cuatro aborígenes australianos en represalia por haber lanceado algunas reses. De los asesinados, dos eran una pareja de ancianos y otra era una mujer embarazada.
1835En un informe tardío (1922) se dice que los colonos del valle de Williams rodearon un campamento de gringai y los obligaron a tirarse por un acantilado. Una banda de supervivientes del mismo grupo fue perseguida y asesinada en el río Bowman. Sin enterrar, sus huesos se pudieron ver allí durante años.
11 de julio de 1835El equipo de la expedición de Thomas Mitchell, durante su viaje al río Darling, mató a tiros a dos aborígenes australianos después de una pelea por una tetera. Se dispararon más disparos contra la tribu que huía mientras nadaban por el arroyo. Mitchell dijo que el tiroteo ocurrió «sin mucho o ningún efecto».
27 de mayo de 1836Masacre de Mount Dispersion. El mayor Thomas Mitchell se sintió amenazado por un grupo de alrededor de 150 aborígenes y dividió a su equipo de expedición en dos grupos, con unos ocho hombres en cada grupo. El primer grupo empujó a los aborígenes al río Murray, obligándolos con disparos a entrar al agua, para intentar escapar. El segundo grupo de hombres armados se reunió con el primero y comenzó a disparar contra los aborígenes australianos mientras nadaban por el río. Durante unos cinco minutos, 16 hombres dispararon aproximadamente ochenta rondas de munición contra los aborígenes australianos que huían. Se organizó una investigación del gobierno sobre la masacre después de que Mitchell publicara su relato del incidente, pero no tuvo consecuencias. Posteriormente, Mitchell nombró el área donde ocurrieron los disparos «monte Dispersion».
26 de enero de 1838La masacre de Waterloo Creek, también conocida como la masacre del Día de Australia. Un destacamento de la Policía Montada de Nueva Gales del Sur, enviada por el vicegobernador interino de Nueva Gales del Sur, el coronel Kenneth Snodgrass, atacó un campamento de kamilaroi en un lugar llamado Waterloo Creek, en un bosque remoto. Los informes oficiales hablaban de entre 8 y 50 muertos. El misionero Lancelot Threlkeld fijó el número en 120, como parte de su campaña para obtener apoyo para su misión. Threlkeld afirmó más tarde que el Mayor Nunn se jactó de haber matado de 200 a 300 australianos negros, una declaración respaldada por el historiador Roger Milliss. Otras estimaciones oscilan entre 40 y 70.
1838Masacre de Myall Creek - 10 de junio: 28 personas mueren en el arroyo de Myall cerca de Inverell (Nueva Gales del Sur). Esta fue la primera masacre aborigen por la cual los colonos europeos blancos y africanos negros fueron procesados con éxito. Varios colonos habían sido declarados inocentes por los jurados, a pesar del peso de las pruebas, y un colono, declarado culpable, había sido indultado cuando su caso fue remitido a Gran Bretaña para su sentencia. Once hombres fueron acusados de asesinato, pero inicialmente fueron absueltos por un jurado. Por orden del gobernador, se llevó a cabo un nuevo juicio con las mismas pruebas y siete de los once hombres fueron declarados culpables del asesinato de un niño aborigen y ahorcados. En su libro Blood on the Wattle, el periodista Bruce Elder dice que los juicios exitosos dieron como resultado que los pactos de silencio se convirtieran en una práctica común para evitar que se dispusiera de pruebas suficientes para futuros procesamientos. Otro efecto, como informó un periódico contemporáneo de Sídney, fue que el envenenamiento de los aborígenes se volvió más común, como «una práctica más segura». Muchas masacres quedaron impunes debido a estas prácticas, ya que lo que se llama de diversas maneras una «conspiración», «pacto» o «código del silencio» cayó sobre los asesinatos de aborígenes.
1838Aproximadamente a mediados del año, en el río Gwydir. Una «guerra de extirpación», según el magistrado local Edward Denny Day, se libró a lo largo del río Gwydir a mediados de 1838. «Los aborígenes del distrito fueron perseguidos repetidamente por grupos de ganaderos montados y armados, reunidos con ese propósito, y un gran número de ellos habían sido asesinado en varios lugares».
28 de noviembre de 1838Charles Eyles, William Allen y James Dunn (empleados del ocupante ilegal del río Gwydir, Robert Crawford) mataron a tiros a nueve gamilaraay, justo al este de la actual Moree. Intentaron quemar y enterrar los restos, pero fueron encontrados un par de meses después. Los tres hombres tenían órdenes de arresto, pero el fiscal general, John Hubert Plunkett, decidió no llevar el caso a juicio, poniendo fin a cualquier posibilidad de enjuiciamiento.
1838En julio de 1838, hombres de las granjas Bowman, Ebden y Yaldwyn, en busca de ovejas robadas, dispararon y mataron a 14 aborígenes en un campamento cerca de la confluencia de los ríos Murrumbidgee y Murray en Nueva Gales del Sur.

#### Década de 1840
Junio de 1841El mayor Henry Robert Oakes, comisionado de tierras de la corona para el distrito del río Macleay, regresaba de una expedición por tierra al río Clarence con sus soldados de la policía fronteriza, cuando se encontraron con una fuerte resistencia aborigen. Aproximadamente 20 aborígenes murieron y se propuso una investigación del Gobierno. La brigada paramilitar de Oakes había matado previamente a tiros al menos a tres aborígenes en la cercana zona pastoral de William Forster el año anterior.
27 de agosto de 1841La masacre del río Rufus, varias estimaciones: entre 30 y 40 muertos.
1842Masacre de Evans Head o «Masacre de Goanna Headland», ocupantes ilegales y aserradores europeos en 1842/1843 masacraron a 100 personas de tribus de la nación bundjalung en Evans Head, se dijo que había sido en represalia por la matanza de «unas pocas ovejas» o el asesinato de «cinco hombres europeos» de la «tragedia de Pelican Creek» de 1842.: 75–78 
De 1838 a 1851Durante la expansión de las granjas ganaderas a lo largo del río Macleay, se estima que ocurrieron unas 15 masacres de pueblos indígenas de esta zona de Djangadi.
29 de noviembre de 1847Envenenamiento de Kangaroo Creek. Thomas Coutts dio deliberadamente harina envenenada a los aborígenes que vivían en Kangaroo Creek, al sur de Grafton. Veintitrés personas murieron en agonía y Coutts fue enviado a juicio en Sídney, pero las pruebas sólidas que había en su contra se consideraron insuficientes para que el juicio continuara.
Abril de 1849Frederick Walker y su policía de nativos recién formada mataron a tiros a cinco aborígenes en el río Darling 100 km al sur de Bourke.
1849Masacre de aborígenes en Butchers Tree cerca de Brewarrina, a lo largo del río Barwon y en el río Narran.

#### Década de 1850
1854Masacre de East Ballina. Alrededor de 40 aborígenes murieron y muchos más resultaron heridos durante una redada de la policía de indígenas a primera hora de la mañana.
1859Masacre de Hospital Creek en el distrito de Brewarrina. Hay diferentes versiones de este evento, pero uno alega que un ganadero blanco en Walcha Hut (ahora llamado Brewarrina), secuestró a una mujer aborigen del pueblo Murrawarri. Los miembros de la tribu de la mujer advirtieron al ganadero que la soltara. Cuando el ganadero se negó a liberar a la mujer, ambos fueron asesinados.

#### Década de 1890
7 de junio de 1895John Kelly mató a seis aborígenes en Fernmount, cerca de Bellingen, dándoles ron envenenado con tintura de acónito. Fue acusado de homicidio, pero fue declarado inocente y liberado.

### Tasmania
(anteriormente tierra de Van Diemen) 

Actual Tasmania, anteriormente tierra de van Diemen

#### Década de 1800
1804Pruebas contradictorias de testigos presenciales indicaron que tres aborígenes de Tasmania fueron asesinados o «muchos fueron masacrados y heridos» el 3 de mayo de 1804 en Risdon Cove, cuando un gran número se topó con unos 75–80 colonos allí.

#### Década de 1820
10 de febrero de 1828Masacre de Cape Grim, Cabo Grim, tierra de Van Diemen. Cuatro pastores de la importante Van Diemen's Land Company tendieron una emboscada y mataron a 30 aborígenes pennemukeer. Los hombres de la compañía habían matado a otros 12 aborígenes sólo unos días antes. El historiador Keith Windschuttle ha cuestionado los números y otros aspectos del evento.
1828–1832La guerra negra en la tierra de Van Diemen se refiere a un período de conflicto intermitente entre los colonos, balleneros y cazadores de focas británicos (incluidos los de la flota de focas estadounidense) y los aborígenes en los primeros años del siglo XIX. El conflicto ha sido descrito como un genocidio que resultó en la eliminación de la población aborigen de Tasmania de sangre pura, que contaba entre 1500 y 22 000 habitantes antes de la colonización. Actualmente hay unas 20 000 personas de ascendencia aborigen de Tasmania.

### Victoria
Los registros en los primeros días en Port Phillip son escasos y poco claros, con la principal fuente de masacres indígenas intertribales provenientes de William Buckley, que vivió de 1803 a 1835 con el pueblo wathaurong. Buckley escribió sobre varias masacres intertribales durante este período, una de las cuales, calcula el historiador Geoffrey Blainey, implicó la muerte de hasta trece aborígenes, incluidas mujeres y niños.

#### Década de 1820
c. 1820Masacre de Arthurs Seat. En una carta escrita en 1840 al superintendente Charles La Trobe, William Thomas, el asistente protector de los aborígenes de Port Phillip, registró una matanza en masa entre tribus infligida al pueblo bunurong por un grupo de kurnai, donde «casi la mitad de la tribu fue asesinada» en Buckkermitterwarrer (Baggamahjarrawah) cerca de Arthurs Seat.
c. 1820Masacre de Kunnung/Koo Wee Rup. En una carta escrita en 1840 al superintendente Charles La Trobe, William Thomas, el asistente protector de los aborígenes de Port Phillip, registró una masacre entre tribus en Kunnung, cerca de Koo Wee Rup, donde le dijeron que doce mujeres, niños y ancianos fueron asesinados. La masacre de Kunnung también fue registrada por James Maxwell Clow, quien dio el número de muertos como 25.

#### Década de 1830
1833 - 34Masacre de Convincing Ground de los gunditjmara: en la costa cerca de Portland (Victoria), fue una de las masacres más grandes registradas en Victoria. Los balleneros y el clan local de los kilcarer del pueblo gunditjmara se disputaron los derechos sobre el cadáver de una ballena varada. Los informes varían, con entre 60 y 200 aborígenes australianos asesinados, incluidos mujeres y niños. Un informe de 1842 sobre el incidente señala que los gunditjmara creían que solo dos miembros del clan kilcarer sobrevivieron.
1830–1835La masacre de Warrowen fue una aparente matanza masiva de la etnia bunurong por un grupo de kurnai en las cercanías de la actual Brighton (Victoria). Las historias de la masacre se atribuyeron a testimonios de aborígenes, documentados varios años después de que supuestamente ocurrieron los hechos, por William Thomas y George Augustus Robinson. Thomas declaró que al menos 60 personas habían muerto. Según Robinson, la masacre contribuyó al final de todo un clan de los bunurong, permitiendo que un clan de los kurnai se apoderara de su territorio.
1836La masacre del monte Cottrell fue una represalia por el asesinato por indígenas del ocupante ilegal Charles Franks y su pastor (un convicto); 17 hombres se dirigieron al monte Cottrell con mosquetes, matando a 10 indígenas el 16 de julio de 1836.
1838Hasta 100 aborígenes murieron en represalias llevadas a cabo en respuesta a la masacre de Faithfull, también conocida como la batalla de Broken River y según el historiador Chris Clark «una batalla que los aborígenes ganaron». El 11 de abril, junto al río Broken en Benalla, un grupo de unos 18 hombres, empleados de George y William Faithfull, buscaban nuevas tierras al sur de Wangaratta para su ganado, cuando fueron atacados por unos 20 australianos indígenas (posiblemente como represalia por el asesinato de varios aborígenes en Ovens por los mismos ganaderos). Al menos un Koori y ocho europeos murieron. Hubo informes de represalias en Wangaratta y en Murchison (dirigidos por la policía nativa bajo el mando de Henry Dana y en compañía del joven Edward Curr, quien dijo que discrepaba de los informes oficiales). Se registraron otros incidentes en Mitchelton y Toolamba.
1838La masacre de Waterloo Plains: entre 8 y 23 dja dja wurrung fueron asesinados en una redada en represalia por el asesinato de dos empleados de la granja y el robo de ovejas.
1839Aproximadamente de mayo a junio de ese año, en la masacre de Campaspe Plains (Campaspe Creek, Central Victoria) es mató a la gente de daung wurrung y dja dja wurrung. En mayo de 1839, los daung wurrung mataron a dos pastores en represalia por el asesinato de tres daung el mes anterior. Un grupo armado de colonos liderado por el propietario de la granja, Charles Hutton, mató hasta 40 daung en un campamento cerca de Campaspe Creek. Al mes siguiente, Hutton encabezó un grupo armado de policías que mató a seis Dja Dja Wurrung en otro campamento. Los seis habían recibido disparos por la espalda mientras huían. El asistente del Protector de los Aborígenes de la región, describió la masacre como «una represalia ilegal deliberadamente planificada».
1839Aproximadamente a mediados de año, la masacre de Murdering Gully cerca de Camperdown (Victoria) fue llevada a cabo por Frederick Taylor y otros en represalia por la muerte de algunas ovejas en su granja, realizada por dos aborígenes australianos no identificados. El clan Tarnbeere Gundidj del pueblo djargurd wurrung, entre 35 y 40 personas, fue aniquilado. La censura pública hizo que Taylor's River pasara a llamarse Mount Emu Creek y, temiendo ser procesado por la masacre, a fines de 1839 o principios de 1840 Taylor huyó a la India. De particular interés para esta masacre es el alcance de la historia oral, los relatos de primera mano del incidente, el detalle en los diarios de los colonos, los registros de los misioneros weslayanos y los registros del protectorado aborigen.

#### Década de 1840
1840–50Las masacres de Gippsland, muchas lideradas por el pastores escocés Angus McMillan, resultaron en entre 300 y 1000 gunai (o kunai) asesinados.
1840–1860Las guerras de Eumeralla entre colonos europeos y los aborígenes gunditjmara en el suroeste de Victoria incluyeron una serie de masacres, que resultaron en 442 aborígenes muertos.
8 de marzo de 1840Conocida como la masacre de Fighting Hills, los hermanos Whyte masacraron, de acuerdo a varias estimaciones, de 20 a 51 hombres, mujeres y niños jardwadjali en Konongwootong, cerca de Hamilton (Victoria). La tradición aborigen coloca el número de fallecidos en 80.
1840La masacre de Fighting Waterholes fue la segunda masacre realizada por los hermanos Whyte, solo unos meses después de la masacre de Fighting Hills. Más de 40 aborígenes konongwootong gunditj fueron asesinados cerca la reserva de Konongwootong (entonces llamada Denhills Creek). Según el periódico Gippsland Guardian: «Contamos sesenta y nueve víctimas, incluidas media docena o así que no estaban completamente muertos, pero a estos terminamos con su sufrimiento a culatazos. Los negros se llevaron a unos pocos heridos pero como disparamos al cuerpo prácticamente los estropeamos a todos cuantos les dimos.»
1842La masacre de Lubra Creek de cinco dhauwurd wurrung ocurrió en el camino de Caramut, arrendado por Thomas Osbrey y Sidney Smith en ese momento.
1843La masacre de Warrigal Creek, que dejó entre 100 y 150 aborígenes muertos.
1846El grupo de exploración de George Smythe disparó a sangre fría de 7 a 9 aborígenes, todos menos uno mujeres y niños, cerca de cabo Otway. Conocida como la masacre de la bahía de Blanket.

### Australia Occidental

#### Década de 1830
1830Fremantle. La primera «incursión de castigo» oficial contra los aborígenes en Australia Occidental, dirigida por el capitán Irwin, tuvo lugar en mayo de 1830. Un destacamento de soldados dirigido por Irwin atacó un campamento aborigen al norte de Fremantle con la creencia de que daba cobijo a hombres que habían «irrumpido en y saqueado la casa de un hombre llamado Paton» y habían matado a algunas aves de corral. Paton había reunido a varios colonos que, armados con mosquetes, atacaron a los aborígenes y los encontraron no muy lejos de la casa. «El salvaje alto que parecía el jefe mostró inequívocos gestos de desafío y desprecio» y, en consecuencia, recibió un disparo. Irwin declaró: «Esta conducta atrevida y hostil de los nativos me llevó a aprovechar la oportunidad para hacerles ver nuestra superioridad, mostrando cuán severamente podíamos tomar represalias por su agresión». En las acciones que siguieron durante los próximos días, más aborígenes murieron y resultaron heridos.
1834Masacre de Pinjarra: los registros oficiales indican la muerte de 14 aborígenes, pero otros relatos sitúan la cifra mucho más alta, de 25 o más.
Agosto de 1836Henry William St Pierre Bunbury, tras algunos asesinatos en el área de York, rastreó a un aborigen herido en el monte y le disparó en la cabeza. Bunbury también recogió los nombres de otros 11 hombres aborígenes que mató en este periodo. Los colonos del distrito coleccionaban orejas de los hombres aborígenes asesinados.

#### Década de 1840
27 de febrero de 1841También conocida como la masacre de Wonnerup, fue una gran masacre en el lago Minninup liderada por el capitán John Molloy, que «dio instrucciones especiales de que no debían ser matadas mujeres o niños, pero que no se debía mostrar ninguna clemencia con los hombres. Se debe dar una lección fuerte y final a los negros. [...] Los hombres blancos no tuvieron piedad. Los hombres negros fueron asesinados por docenas y sus cuerpos se alineaban a lo largo de la ruta de los vengadores.»

#### Década de 1850
5 de junio de 1854El oficial al mando de la policía nativa de Australia Occidental, John Nicol Drummond, junto con un gran grupo de peones de las propiedades cercanas, realizó una masacre de los aborígenes del área de Greenough que resistían. Drummond y sus ferzas atacaron el refugio aborigen en el pantano de Bootenal. Incursiones subsiguientes se realizaron contra los aborígenes que vivían en los ríos Irwin, Bowes y Chapman, en los alrededores de Geraldton.

#### Década de 1860

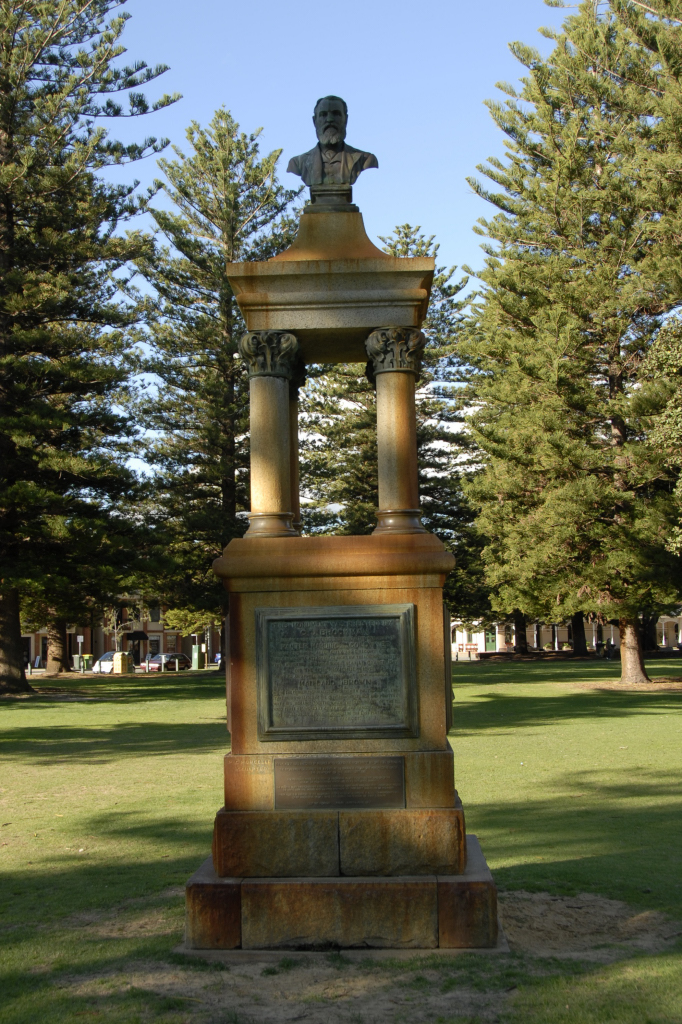
Monumento a los exploradores en Fremantle (2007)

1865La expedición de La Grange fue una búsqueda que se llevó a cabo en el área de la bahía de La Grange, en la región de Kimberley, dirigida por Maitland Brown, que llevó a la muerte de hasta 20 aborígenes. La expedición fue celebrada con el monumento a los exploradores en Fremantle.
1867La batalla de Minderoo en Minderoo, liderada por Farquhar MacRae y E. T. Hooley.
1868Masacre de Flying Foam, en el archipiélago Dampier. Después del asesinato de dos policías y dos colonos por los aborígenes locales, los yaburara, dos grupos de colonos del área de Roebourne, dirigidos por los conocidos pastores Alexander McRae y John Withnell, asesinaron a un número desconocido de yaburara. Las estimaciones varían de 20 a 150 personas.

#### Década de 1870

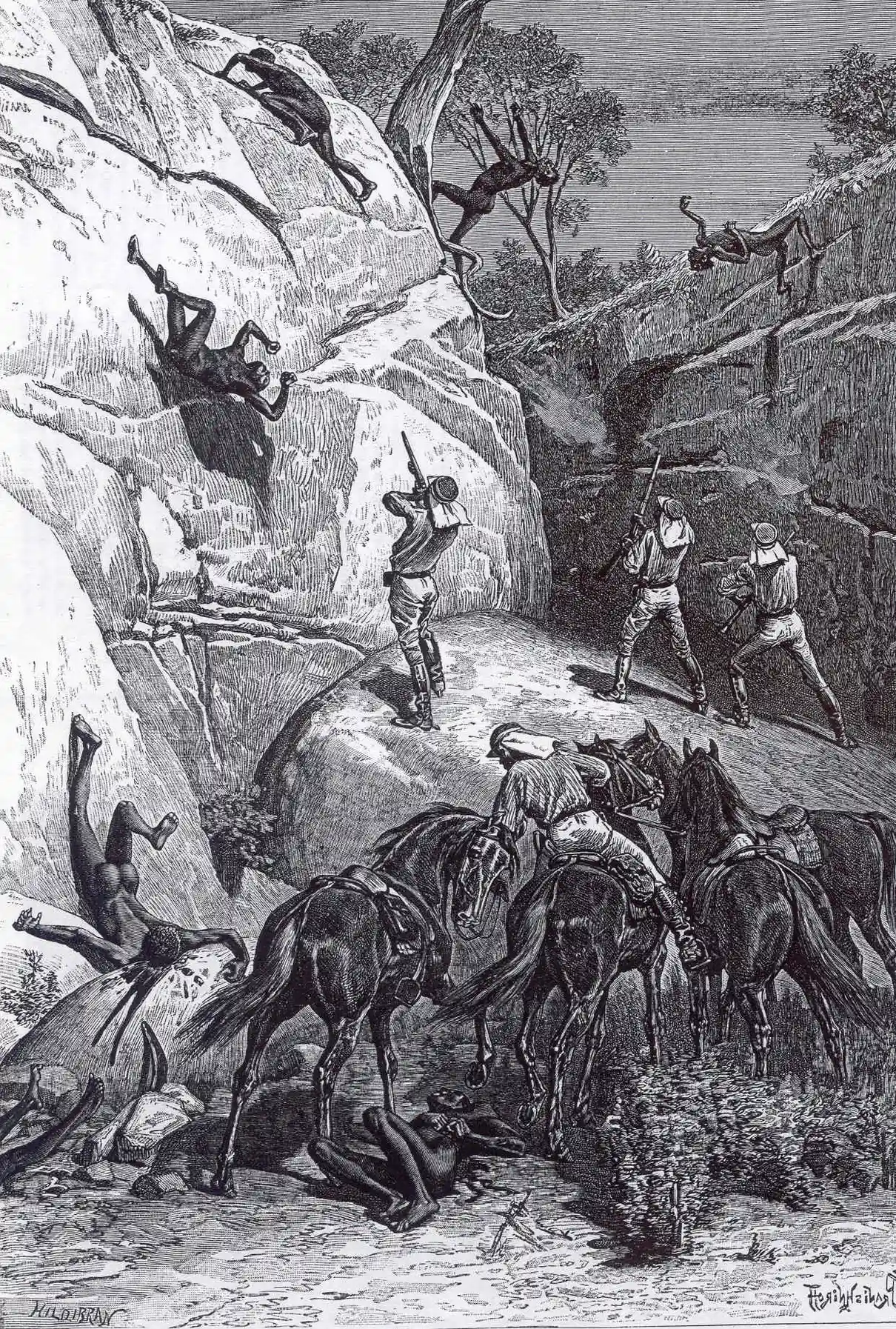
Un dibujo de 1888 de la masacre de Skull Hole (Mistake Creek), cerca Winton. Un científico noruego, Carl Lumholtz, lo dibujó después de que le mstraran «un gran número de calaveras de nativos que habían sido matados a tros por la policía negra» varios años antes.

1872El gobernador Frederick Weld despidió al magistrado de policía [Police Magistrate] de Perth, E.W.Landor, que no acusó al ariero de Geraldton, Lockier Burges, de asesinato, a pesar de haber admitido haber disparado a un «nativo salvaje» a sangre fría. En cambio, Burges fue condenado por un cargo menor de daño ilegal [unlawful harm]. El sobreseimiento fue apelado por el Ministerio de Interior en Londres.

#### Década de 1880
1887Halls Creek. Mary Durack sugiere que hubo una conspiración de silencio sobre una masacre de djara, konejandi y walmadjari. Estarían en relación con ataques a aborígenes realizados por buscadores de oro blancos, represalias aborígenes y posteriores masacres. John Durack fue alanceado, lo que produjo una masacre en Kimberley.

#### Década de 1890
1893Behn River. Tras una refriega en la que se disparó a 23 aborígenes y se alanceó a un policía, se organizó una expedición punitiva en la que disparó a otros 30 aborígenes para «darles una lección» e infundir miedo de los hombres blancos en los pueblos indígenas en general.: 112 
1890–1926Región de Kimberley – The Killing Times – East Kimberleys: durante lo que el gobierno colonial llamó la «pacificación», un cuarto de la policía de Australia Occidental fue desplegada en Kimberley, donde solo vivía el 1 % de la población blanca. Se usó la violencia para alejar a las tribus aborígenes, que eran acosadas tanto por la policía como por los pastores, sin protección judicial. Los indígenas reaccionaron con asesinatos. Posiblemente cientos de aborígenes fueron asesinados en la zona de Derby, Fitzroy Crossing y Margaret River, mientras que los jandamarra eran perseguidos sin descanso. Las represalias y el «efecto malvado» de la política de los colonizadores diezmaron a los aborígenes de Kimberley. Las masacres, en venganza por los ataques al ganado, han sido documentadas hasta 1926. Solamente los gija recuerdan diez masacres en este periodo. Otras dos masacres ocurrieron en la década de 1930, de acuerdo con los recuerdos de una fuente nativa.

### Australia del Sur

#### Década de 1840
1848Masacre de Avenue Range Station (cerca de la bahía de Guichen, en la región de Limestone Coast), por lo menos 9 buandig del clan wattatonga fueron presuntamente asesinados por el dueño de la granja James Brown, que posteriormente fue acusado del crimen. El proceso fue desestimado por la Corona por falta de testigos (europeos). La fuente de Christina Smith de la tribu de wattatonga habla de once personas asesinadas en este incidente por dos hombres blancos.
1849Masacre de la bahía de Waterloo, en Elliston en la costa occidental de la península de Eyre. Por lo menos diez aborígenes nauo fueron asesinados en represalia por el asesinato de dos colonos y el robo de comida.

### Queensland

#### Década de 1840
1842Entre 30 y 60 o más aborígenes kabi kabi fueron envenenados en las afueras de la granja de Kilcoy, perteneciente a Sir Evan MacKenzie. Fallecieron tras comer harina envenenada con estricnina y arsénico. En una investigación de 1861 sobre los aborígenes y la policía nativa, el capitán John Coley hace mención del envenenamiento y afirma que además se produjeron tiroteos contra los aborígenes, lo que produjo más muertes. También confirmó que la «estricnina se llama Mackenzie entre los negros». Evan MacKenzie simplemente recibió una amonestación del fiscal general de Nueva Gales del Sur por esta bien documentada masacre. La batalla de One Tree Hill, en la que Multuggerah a sus guerreros derrotaron a los blancos, fue una consecuencia del envenenamiento.
1847De 50 a 60 aborígenes fueron asesinados en un envenenamiento en la granja ovejera de Whiteside del capitán Francis Griffin. En abril de 1847 se dejó harina envenenada con arsénico en una cabaña con la expectativa de que los aborígenes «visitarían la cabaña y harían uso de la mezcla»; el acto era en venganza por el ataque de los aborígenes a un encargado, que había sido cegado por un golpe a la cabeza con un garrote. Unos veinte años después, un pionero blanco vio «decenas de huesos calcinados por el sol incluido un esqueleto completo» durante una cabalgada por la zona y oyó que «cincuenta o sesenta» aborígenes habían perdido la vida envenenados.
26 de noviembre de 1848Tres mujeres aborígenes y un niño fueron asesinado en Canning Creek por un grupo de siete hombres blancos.
1849Quizás más de 100 aborígenes fueron asesinados en el alto Burnett. El asesinato de los hermanos Pegg, dos empleados adolescentes en la granja de Foster and Blaxland en Gin Gin en junio de ese año fue vengada en una gran expedición de castigo con «más de 50 peones y ocupantes ilegales» que alcanzaron a «más de 100 myals» acampados en la boca del río Burnett, supuestamente en los terrenos de lo que sería posteriormente la plantación azucarera Cedar o la granja Cedar de Gibson. No se recogieron los números, pero la «refriega» posteriormente fue descrita como «una de las más sangrientas en la historia de la frontera en Queensland».
1849Un número desconocido de aborígenes fue asesinado en Balonne y Condamine. Hacia 1849 hubo una serie de enfrentamientos entte los aborígenes y los colonos en las cuencas de los ríos Balonne y Condamine en Queensland.

#### Década de 1850
Década de 1850Varios asesinatos en represalia y por lo menos una masacre en el río Nerang en 1857 a los yugambeh.
1850Supuestamente, cientos de aborígenes cerca de isla de Paddy en el río Burnett. Una expedición punitiva a gran escala se formó después del presunto asesinato de Gregory Blaxland en la granja Gin Gin en agosto de ese año; participaron colonos de las granjas Walla, Tenningering, Yenda, Wetheron, Monduran, Kolonne, Eureka, Ideraway, Baramba, Boonara y Boubyjan. Tanto William Henry Walsh como Sir Maurice Charles O'Connell participaron en esta y Walsh más tarde revelaría algunos detalles durante un debate parlamentario en Queensland dos décadas más tarde. Alcanzaron un gran grupo de aborígenes cerca de la isla de Paddy, en la boca del río Burnett y hubo una escaramuza que resultó en «cientos» de aborígenes asesinados. Se ha mencionado que hasta 200 aborígenes.
Enero de 1856Después de que los aborígenes mataran a cinco peones en Mount Larcombe en el día de San Esteban de 1855, varias misiones de castigo fueron realizadas por la policía nativa, ayudada por colonos. El lugarteniente John Murray de la policía nativa dirigió las represalias. Un grupo de unos 250 aborígenes residentes en el área fueron rastreados y rodeados en un arroyo cerca de la aldea moderna de Raglan. Al amanecer, cuando el grupo de hombres, mujeres y niños estaban despertando, los emboscaron y muchos fueron asesinados. Hourigan's Creek en Raglan ha sido nombrado por el policía montado que disparó los primeros tiros. Los que sobrevivieron fueron perseguidos hasta la costa en la bahía de Keppel y asesinados o exulsados al mar. Se realizó una tercera represalia con la ayuda armada de los hermanos Archer de Gracemere contra un grupo de aborígenes que fueron perseguidos al norte de río Fitzroy, de los que catorce fueron asesinados. Un antiguo residente de Raglan recordaba como el jardín que limitaba con la propiedad pastoral de Raglan estaba decorada con los cráneos de aborígenes a los que habían matado de un disparo.

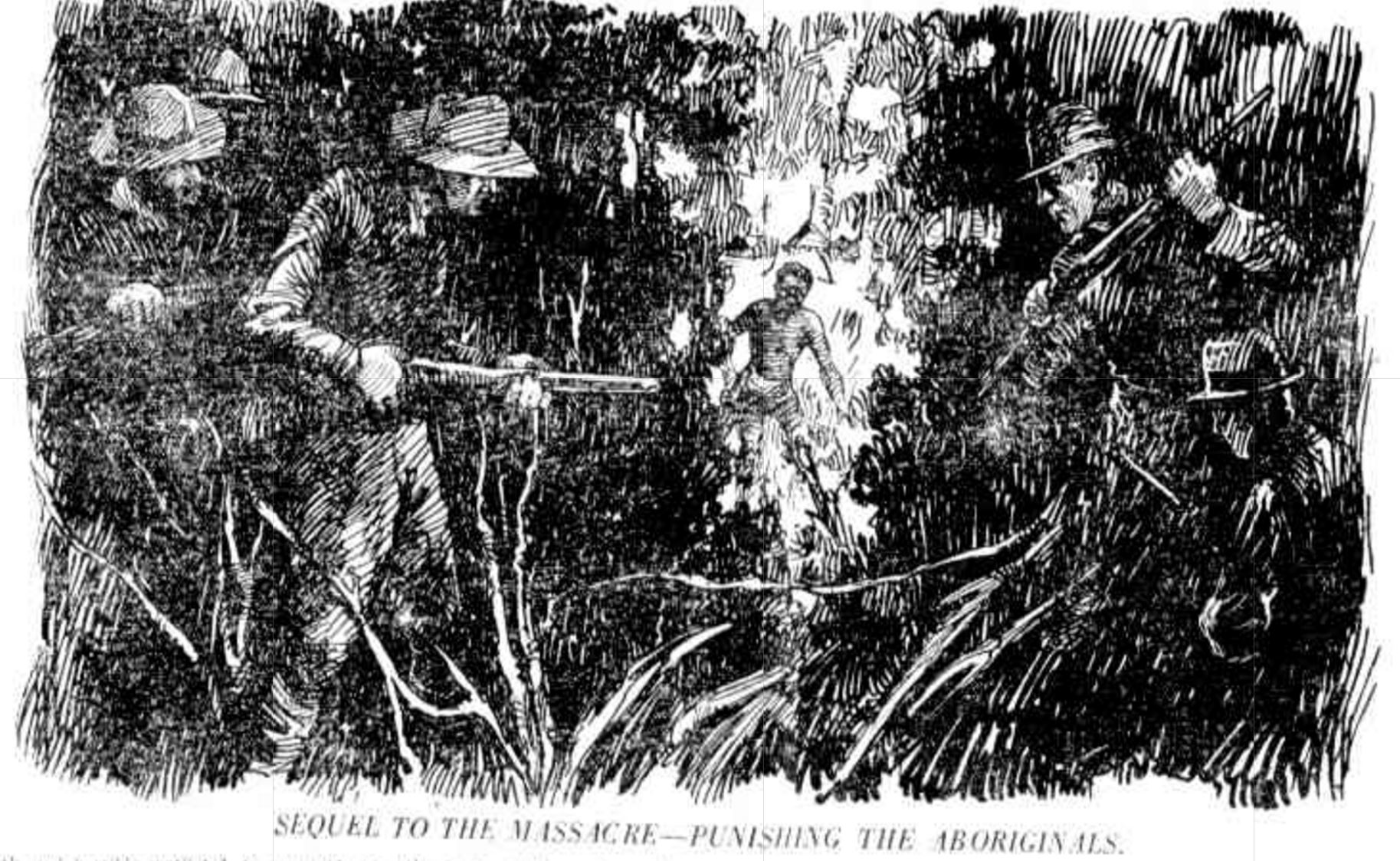
Grabado mostrando la venganza por la masacre de Hornet Bank

1857–1858Cientos de aborígenes fueron asesinados en represalia por la masacre de Hornet Bank. La masacre de la tribu yeeman y numerosos ataques a muchas otras que siguieron al ataque de la familia Fraser y sus empleados en la granja de Hornet Bank. En la madrugada del 27 de octubre de 1857, miembros de la tribu de yeeman atacaron la granja de Hornet Bank de los Fraser en el valle del río Dawson en Queensland, matando a 11 hombres, mujeres y niños, en represalia por la muerte de 12 miembros de la tribu que habían sido asesinados por alancear algún ganado. También vengaban la muerte de un número desconocido de miembros de su tribu a los que la familia Fraser les habían dado pudin de Navidad envenenado con estricnina nueve meses antes. Tras la muerte de sus padres y hermanos, William Fraser, que había estado en viaje de negocios, comenzó una campaña de exterminio que finalmente acabó con la extinción de la tribu yeeman y la desaparición de su grupo lingüístico. Se atribuyen a Fraser el asesinato de más de 100 miembros de la tribu, con muchos más asesinados por policías u ocupadores de tierras en simpatía. Hacia marzo de 1858, más de 300 yeeman habían sido asesinados. La simpatía de la policía y del público por Fraser era grande y consiguió convertirse en un héroe popular en Queensland.

#### Década de 1860
Principios de la década de 1860«Water view», North Bundaberg, por lo menos 15 a 20 aborígenes australianos en una «dispersión» realizada por la policía nativa. El cofundador y propietario de la granja Colane (Kolan), Edward Nelson Tooth (1843–1913), escribió en 1895 sobre su descubrimiento de numerosos restos de la dispersión de la policía nativa: «Dos o tres de nosotros estábamos un día buscando madera de ébano (para hacer mangos de látigos) cuando de repente encontramos un montón de huesos humanos, entre los que se encontraban 15 o 20 calaveras... Al principio pensamos que era un antiguo cementerio de los negros, pero más tarde un negro me dijo que era el lugar en el que la policía nativa habia encontrado un campamento de negros y los había dispersado.»
7 de marzo de 1860El lugarteniente Carr y su policía montada de la policía nativa mataron a tiros a 15 aborígenes en Bendemere, al norte de Yuleba. Carr rastreó y rodeó su campamento, que comprendía a unas 100 personas, porque el ocupante ilegal local, William Sim, se había quejado de que estaban «molestando a los pastores y reclamaban raciones.» En cuanto vieron a la policía montada, los aborígenes les lanzaron sus nulla-nulla (garrotes aborígenes usados para cazar), a lo que Carr respondió con un tiroteo sostenido de más de una hora.
Enero de 1861En respuesta a una carta del colono John Hardie, un grupo de la policía nativa dirigida por el lugarteniente Frederick Walker fue enviada a Dugandan para «dispersar» al grupo local de aborígenes. La policía nativa realizó una emboscada contra el campamento durante la noche, matando por lo menos a dos personas, posiblemente hasta 40 personas.
10 de febrero de 1861El lugarteniente Rudolph Morisset dirigió un escuadrón de la policía nativa que mató a tiros a ocho aborígenes, entre los cuales había hombres mayores, en Manumbar.
Octubre/noviembre 1861Central Highlands. Entre octubre y noviembre de 1861, la policía y los colonos asesinaron a unos 170 aborígenes en lo que se llegó a llamar los Medway Ranges, tras el asesinato de la familia Wills. Se estima que los disparos de la policía nativa a un campamento aborigen en el río Nogoa el 26 de octubre de 1861 produjeron la muerte de unas 60 a 70 personas antes de que se les acabara la munición.
16 de diciembre de 1864Masacre del río Nassau. Una partida de cuatro europeos armados y cuatro empleados aborígenes, dirigidos por Frank y Alexander Jardine, masacraron a 8 o 9 miembros de los kokoberrin. Los hermanos Jardine afirmaron que habían sido atacados por los kokoberrin mientras llevaban unas 250 cabezas de ganado, el primer intento de los colonizadores europeos de llevar ganado hacia el norte en la península del cabo York Un relato de primera mano de Frederick Byerley afirma que «[...] viendo ocho o nuevo de sus compañeros caer, les hizo repensarlo, y finalmente fueron perseguidos de vuelta cruzando el río, dejando a sus amigos atrás. La cuestión aquí es: ¿quien estaba invadiendo la propiedad de quien? Seguramente los guerreros kokoberrin estaban meramente protegiendo a sus familias y sus tierras tradicionales.»
Julio de 1865policía montada nativa emboscaron una ceremonia darumbal en las afueras de Rockhampton y mataron a tiros a 18 aborígenes australianos, y luego prendieron fuego a los cuerpos.
1867Masacre de Goulbolba Hill, en la granja St Helens (Queensland Central) de John Arthur Macartney. Una gran masacre en 1866 o principios de 1867 que afectó a hombres, mujeres y niños. Supuestamente fue el resultado de colonos expulsando a aborígenes de sus terrenos de caza, por lo que los aborígenes se vieron forzados y cazar ganado como comida. Una partida de la policía nativa, al parecer bajo órdenes de Frederick Wheeler, que tenía una reputación de represiones violentas, fue enviada a «dispersar» este grupo de aborígenes, que se «resistían a la invasión». Se cree que también reunió una fuerza de 100 blancos locales. Alertados de la presencia de Wheeler por un ganadero nativo, los aborígenes se ocultaron en cuevas en Goulbolba Hill. Según un testigo presencial blanco de 1899 (treinta años más tarde), ese día, más de 300 aborígenes, incluidas todas las mujeres y niños, fueron asesinados a tiros o murieron cuando fueron empujados hacia un lago cercano, donde se ahogaron. Goulbolba Hill es conocido en la actualidad como Mount Gobulba, al norte del lago Maraboon, cerca de Emerald; sin embargo el actual lago Maraboon fue creado en 1968  tras la construcción de la presa de Fairbairn.
Abril de 1867Masacre de The Leap en el monte Mandarana, cerca de Mackay. La masacre de un gran grupo de 200 hombres, mujeres y niños aborígenes de la ribera norte del río Pioneer, se realizó tras la persecución por la policía nativa de Queensland, dirigida por el subinspector Johnstone, en abril de 1867. El grupo estaba acampado en el arrendamiento pastoral de Balnagowan(al sur de The Leap), en el que se había introducido ganado en febrero de 1867, y había buscado refugio en las cuevas en la cima de la montaña. Fueron forzados a saltar de un peñasco en el monte Mandarana de varios cientos de pies, antes que enfrentarse a las carabinas de la policía nativa.
12 de julio de 1867Un destacamento de la policía nativa, bajo la dirección del subinspector Aubin, condujo un ataque temprano por la mañana sobre un campamento aborigen pacífico situado en los yacimientos de oro de Morinish. Siete aborígenes fueron asesinados, entre ellos niños y un hombre viejo, mientras que otros fueron   gravemente heridos. A pesar de que el subinspector Aubin fue forzado a dimitir, no hubo investigación pública ni ninguna acción legal.
1869Los asesinatos de kaurareg en las islas del estrecho de Torres. El magistrado de policía del distrito en Somerset, en el norte de Queensland, Henry Chester, y su sucesor, Frank Jardine, enviaron la policía nativa a castigar a los kaurareg en Muralag (isla del príncipe de Gales), que se creía de forma incorrecta que habían matado a la tripulación de una goleta llamada Sperwer. Haynoticias de que ocurrió una masacre y que las represalias contra los kaurareg continuaron.

#### Década de 1870
Hacia 1872Más de 200 aborígenes fueron asesinados por la policía nativa en Skull Hole, en la cabecera de Mistake Creek (granja de Bladensburg Station), cerca de Winton (Queensland). En 1888, el científico noruego Carl Lumholtz, que había estado estaba de visita, recordaba que hacia 1882–84 «le mostraron» en Bladensburg «un gran número de calaveras de nativos a los que la policía nativa había disparado» unos años antes. En 1901 P. H. F Mackay escribió un artículo en The Queenslander citando un testigo y participante en esa «dispersión» —el antiguo administrador de la propiedad, Hazelton Brock— que clasificó el incidente como «la masacre de los negros» y afirmó que había ocurrido en Skull Hole en Mistake Creek. De forma que dos fuentes sin relación dan evidencias y detalles de por lo menos una «dispersión» a gran escala en Bladensburg en algún momento entre 1877 y 1879. Supuestamente Hazelton Brock dijo que fue «una de las visiones más aterradoras que nunca haya visto.» Ambas fuentes la describen como conectada a un ataque aborigen a una carreta en la que un hombre fue ‹asesinado›. La «dispersión» fue dirigida por el subinspector Robert Wilfred Moran (1846–1911) y sus policías montados, y un grupo de colonos dirigidos por George Fraser —catorce hombres en total— y el objetivo era un gran campamento con cientos de negros en «Skull Hole», en las «cordilleras de Forsyth en la cabecera de Mistake Creek.» Se cita a Hazelton Brock como autor de la declaración de que 200 negros fueron matados.
1873El encontronazo de Battle Camp, Extremo Norte de Queensland, aproximadamente en diciembre de 1873, supuestamente se cobró la vida de varios aborígenes australianos. El evento tuvo lugar durante la primera inmigración masiva de mineros que viajaban desde el río Endeavour al río Palmer alrededor de noviembre o diciembre de 1873. En un artículo del Queenslander's Sketcher de diciembre de 1875, un minero recordó la fiebre del oro de Palmer dos años antes. Una mañana, él y su grupo, dijo: «[...] pasaron el ‹campo de batalla› [...] Fue aquí donde los negros del interior recibieron por primera vez su ‹bautismo de fuego›; donde se familiarizaron por primera vez con las propiedades mortíferas del arma misteriosa del hombre blanco; [...] Aquí y allá un cráneo, blanqueado hasta la blancura de la nieve, con un agujero de bala redondo para mostrar la causa de su ubicación actual [...]»
1874–75Blackfellow's Creek, Extremo Norte de Queensland. Una carta de un minero fechada «Upper Palmer River 16 de abril de 1876», describe su campamento en un lugar conocido localmente como «Blackfellows Creek». Explicó, dejando muy pocas dudas sobre su apariencia, que: «[...] A mi pregunta de por qué se llama así, la respuesta fue que no hace mucho que ‹los negros recibieron una regañina allí›, sea lo que sea que eso significa; posiblemente un poco de carbón para cada uno, por el amor de Dios. Sin duda, ha habido ‹regañinas› de otro tipo repartidas en esta parte del país a los negros [...] Sea como sea, sin embargo, el Gólgota en el que estamos acampados en la actualidad bien merecería la visita de cualquier número de estudiantes de frenología en busca de un cráneo, o de profesores de anatomía en busca de un ‹sujeto›.»
1878«Dispersando la turba». Se contaron un total de 75 muertos o moribundos después de una sola «dispersión» de la policía nativa, probablemente en algún lugar del distrito de Cook en el Extremo Norte de Queensland. En la edición de enero de 1879 del Brisbane Daily News, el reconocido editor Carl Feilberg, registró el número de muertos durante una dispersión en el extremo norte (probablemente en el distrito de Cook) diciendo: «Un caballero, en cuyas palabras se puede confiar, ha declarado que después de una de estas redadas ha contado hasta setenta y cinco nativos muertos o moribundos en el suelo. Por supuesto, las declaraciones oficiales informarán que la raza aborigen está desapareciendo rápidamente.»
1879Selwyn Range, noroeste de Queensland. Se ha estimado que un total de 300 aborígenes australianos (supuestamente de la tribu kalkadoon) fueron asesinados en una serie de «dispersiones» realizadas por colonos y policías nativos que terminaron en Selwyn Ranges. Supuestamente fue una represalia contra la tribu kalkadoon tras el presunto «asesinato» del ocupante ilegal Bernard Molvo y sus hombres James Kelly, «Harry» o Henry Butler y «Tommy» o Thomas Holmes, que fueron asesinado mientras estaba en el proceso de crear un rancho en Suleiman Creek (este evento se llamó la ‹masacre de Woonamo› ya que los cuerpos de las víctimas se encontraron en el ‹Wonomo billabong› en Sulieman Creek). Luke Russell, el administrador de la granja Stanbook, Alexander Kennedy, y más tarde el subinspector Ernest Eglington y sus soldados estuvieron involucrados en una serie de represalias que culminaron en Selwyn Range. Robert Clarke estimó en 1901 que se asesinó a un total de 300 personas.
187928 aborígenes asesinados a tiros y ahogados en Cape Bedford, distrito de Cook (Extremo Norte de Queensland). La masacre de Cape Bedford el 20 de febrero de 1879, que se llevó la vida de 28 aborígenes australianos del pueblo Guugu Yimidhirr al norte de Cooktown. El subinspector de la policía nativa de Cooktown, Stanhope O'Connor, y sus soldados, Barney, Jack, el cabo Hero, Johnny y Jimmy, persiguieron y posteriormente «encerraron» a un grupo de aborígenes australianos guugu-yimidhirr en «un desfiladero estrecho», al norte de Cooktown, «cuyas dos salidas fueron protegidas por los soldados. Había veintiocho hombres y trece putas así encerrados, de los que ninguno de los hombres escapó. Veinticuatro fueron matados a tiros y cuatro salieron a nado al mar» para no volver a ser vistos nunca más.

#### Década de 1880
1884Battle Mountain: 200 kalkadoon fueron asesinados cerca de Mount Isa (Queensland), después de que un pastor chino fuera «asesinado».: 171–2 
1884La policía de Queensland y la policía montada nativa rodearon un rodearon un campamento de yidindji en un lugar que posteriormente se conoció como Skull Pocket, varias millas al norte de Yungaburra. Al amanecer, se disparó un tiro hacia el interior del campamento, para hacer que los yidindji se dispersaran y luego, cuando se precipitaron hacia la emboscada que otras fuerzas habían preparado, fueron matados a tiros.
1884-85Las masacres de Coppermine, en el interior de Darwin, cerca del río Daly.
1888Distrito del río Diamantina, en el suroeste de Queensland. El asesinato de un cocinero de una granja, cerca de la granja Durrie, en Diamantina, en 1888, provocó un ataque por parte de un grupo de la Policía Nativa de Queensland, dirigido por el subinspector Robert Little. El ataque fue programado para coincidir con una reunión de jóvenes aborígenes australianos alrededor de las aguas permanentes de Kaliduwarry. En Kaliduwarry, en el arroyo Eyre, se llevaban a cabo grandes reuniones de jóvenes aborígenes con regularidad y atraían a jóvenes de lugares tan lejanos como el golfo de Carpentaria y las faldas de los montes Flinders en Australia Meridional. Quizás hasta doscientos aborígenes australianos podrían haber sido asesinados en esta ocasión.

### Territorios del Norte

#### Década de 1820
(en ese momento, parte de Nueva Gales del Sur)
29 de diciembre de 1827El capitán Henry Smyth del 39.º Regimiento del ejército británico, comandante del puesto de avanzado militar británico en Fort Wellington, en la península de Cobourg, ordenó una misión punitiva contra los iwaidja locales. Un grupo de tres convictos armados y tres soldados llevaron a cabo una redada matutina en el campamento nativo cerca de una playa en el estrecho de Bowen. Muchos resultaron heridos y al menos cinco aborígenes fueron asesinados, entre ellos una niña y su madre, a la que pincharon con bayoneta cuando huía hacia la playa. Smyth había utilizado previamente una de las tres carronadas de 18 libras montadas en Fort Wellington contra los iwaidja el 30 de julio. Los informes de bajas de este ataque de cañón van desde cero a treinta muertos. El uso de cañones contra los aborígenes por parte de los británicos en esta área no era nuevo, ya que Phillip Parker King había disparado una carronada de 6 libras montada en su barco de reconocimiento, el Mermaid, contra la población local de las cercanas islas Goulburn el 30 de marzo de 1819.

#### Década de 1970
(en ese momento, parte de Australia Meridional)
1874Masacre de Barrow Creek. En febrero, el agente montado Samuel Gason llegó a Barrow Creek y se estableció una estación de telégrafos. Ocho días después, un grupo de hombres kaytetye atacó la estación, matando a dos blancos, Stapleton y Franks, mientras que otros resultaron heridos. El motivo del asalto no está claro, varias razones sugieren que no se proporcionaron bienes suficientes a cambio de la ocupación del territorio, represalias por el tratamiento de las mujeres kaytetye, el cierre de su única fuente de agua o, según un recuerdo posterior, venganza por instalar la estación en uno de los sitios más sagrados de los kaytetye. Según la información de T. G. H. Strehlow, obtenida de los ancianos, la tribu no pudo vengarse de los criminales blancos que habían secuestrado y violado a sus mujeres, por lo que decidieron castigar a los únicos blancos de su vecindad.
Samuel Gason montó una gran cacería policial contra los kaytetye, con patrullas recorriendo el área durante 6 semanas. ‹Skipper› Partridge recordaba en 1918 que las patrullas disparaban a todos los negros que veían. El informe oficial indicó que 10 kaytetye habían sido asesinados por la expedición punitiva. Otras estimaciones llegan a 40 o más. Skull Creek, donde tuvo lugar la masacre, a 50 millas al sur de Barrow Creek, toma su nombre de los huesos blanqueados que se encontraron allí mucho después, los restos de un campamento de aborígenes australianos matados a tiros por una de las patrullas, según un antiguo colono, Alex Ross, «No eran más que negros sentados en su campamento y el grupo buscaba negros que disparar.»

#### Décadas de 1880 y 1890
Décadas de 1880 y 1890Arnhem Land. Una serie de escaramuzas y «guerras» entre los yolngu y los blancos. Varias masacres en la granja Florida. Richard Trudgen también escribe sobre varias masacres en esta área, incluido un incidente en el que los yolngu fueron alimentados con carne de caballo envenenada, después de que mataran y comieran ganado (según su ley, era su tierra y tenían el derecho inalienable de comer animales en su tierra). Muchas personas murieron como resultado de ese incidente. Trudgen también habla de una masacre diez años después, después de que algunos yolngu tomaran una pequeña cantidad de alambre de púas de un rollo enorme, para construir lanzas de pesca. Hombres, mujeres y niños fueron perseguidos por la policía montada y hombres de la Eastern and African Cold Storage Company, y fusilados.

La masacre de los aborígenes en una ‹guerra de exterminio› fue extensiva e implacable. Como escribió uno de los primeros misioneros, RD Joynt (1918: 7), cien habían sido «matados a tiros como si fueran caza». La posibilidad de que pudieran haber logrado preservar su integridad cultural terminó drásticamente a principios del siglo XX, cuando un enorme consorcio ganadero con sede en Londres, la Eastern and African Cold Storage Company, adquirió enormes extensiones de tierra para forjar un imperio pastoril desde el río Roper hacia el norte, hasta Arnhem Land. Al comprar todas las granjas abastecidas y viables a lo largo del oeste del río Roper, comenzaron a mover ganado hacia el este. Decididos a sofocar toda la resistencia aborigen, emplearon bandas de hasta 14 hombres para perseguir a todos los habitantes de la región y dispararles en cuanto los vieran. Con la policía y otras autoridades manteniendo una «conspiración de silencio», organizaron una campaña sistemática de exterminio contra los pueblos del río  Roper (Harris 1994: 695-700). Casi lo consiguieron.
Leitner y Malcolm (2007)

## Masacres tras la independencia

### Australia Occidental
Región de Kimberley - The Killing Times - 1890–1920: Las masacres que se enumeran a continuación se han representado en el arte aborigen australiano moderno de la comunidad de Warmun/Turkey Creek, que eran miembros de las tribus afectadas. Se transmitieron historias orales de las masacres y artistas como Rover Thomas las han representado.

#### Década de 1910
1906-7Canning Stock Route: un número desconocido de hombres y mujeres aborígenes fueron violados y masacrados cuando los mardu fueron capturados y torturados para servir como «guías». Fueron obligados a revelar las fuentes de agua en la zona, después de ser atropellados por hombres a caballo, atados con pesadas cadenas las 24 horas del día y amarrado a los árboles por la noche. En represalia por este trato, además de por la intromisión de la partida en los pozos tradicionales y el robo de artefactos culturales, los aborígenes destruyeron algunos de los pozos de la Canning y robaron y ocasionalmente mataron a viajeros blancos. Una comisión de investigación real en 1908, exoneró a Canning, después de la comparecencia del explorador de Kimberley y alcalde de Perth, Alexander Forrest, que afirmó que todos los exploradores habían actuado de esa manera.
1915Masacre de Mistake Creek. En marzo de 1915, Michael Rhatigan, un telegrafista con base en Turkey Creek, junto con sus dos empleados aborígenes, Joe Wynne y Nipper, mataron a tiros a doce kija en Mistake Creek, en el este de Kimberley. Inicialmente se precipitaron sobre un campamento aborigen, mataron a seis hombres y quemaron sus restos. Posteriormente, seis mujeres fueron capturadas y asesinadas a tiros. Se envió una brigada de policía para localizar y capturar a Rhatigan y sus cómplices. Rhatigan y Nipper fueron arrestados, mientras Wynne fue asesinado a tiros por la policía. Una investigación forense llevada a cabo en Turkey Creek absolvió a Rhatigan de cualquier delito, mientras que Nipper se vio enfrentado con un juicio por el asesinato de ocho personas. Nipper fue declarado inocente y liberado. Más tarde trabajó en los establos de la policía en Perth. Según la historia oral aborigen local, la masacre fue en represalia por la matanza de la vaca de Rhatigan; posteriormente se afirmó que la vaca había sido encontrada con vida, cuando la masacre ya había tenido lugar. Los miembros del pueblo gija, de la comuna de Warmun (Turkey Creek), han representado la masacre en sus obras de arte. Michael Rhatigan siguió siendo telegrafista en Turkey Creek hasta su muerte en 1920. Su hijo, John Rhatigan, fue un político del Partido Laborista, miembro de la Asamblea Legislativa de Australia Occidental durante muchos años. Una pintura de la reconocida artista indígena Queenie McKenzie que representa la masacre fue comprada por el Museo Nacional de Australia en 2005, pero debido a una controversia sobre los hechos del evento, parte de las History wars, no se había colgado. A partir de julio de 2020, se exhibió como parte de una nueva exposición titulada «Hablando negro a la historia» en el Museo.

#### Década de 1920
1922Masacre de Sturt Creek: masacre de más de una docena de personas que ocurrió en octubre de 1922 cuando se enviaron policías para investigar los asesinatos de dos ganaderos blancos, Joseph Condren y Tim O'Sullivan, en el rancho de Billiluna. Durante muchos años, el único registro de la masacre fueron las historias orales de los ancianos aborígenes locales, que describieron a la policía disparando a un grupo de aborígenes cerca de Sturt Creek, pero la evidencia forense ha confirmado las muertes.
1924Masacre de Bedford Downs: un grupo de hombres gija y worla fueron juzgados en Wyndham por alancear una vaca lechera en el rancho de Bedford Downs. Cuando fueron liberados por la corte, les dieron placas de identificación y les dijeron que caminaran los 200 kilómetros de regreso a Bedford Downs. A su llegada, los pusieron a trabajar para cortar la madera que luego se utilizó para quemar sus cuerpos. Una vez que terminó el trabajo, los peones blancos les dieron de comer alimentos mezclados con estricnina y les dispararon o golpearon hasta la muerte, mientras los cuerpos se retorcían. Posteriormente, los cuerpos fueron quemados por la policía local. Esta masacre ha sido representada en obras de arte por miembros de la tribu gija; las identidades de los presuntos perpetradores transmitidas y los hechos recreados en un corroboree tradicional, que se ha realizado desde que supuestamente ocurrió la masacre. Los relatos se hicieron ampliamente conocidos después de que se publicaran en 1999 las historias orales recopiladas para el Proyecto de Evaluación de Impacto de Kimberley Oriental [East Kimberley Impact Assessment Project, EKIAP] en 1989. Como es habitual en los informes indígenas, el EKIAP no nombró a nadie que hubiera muerto. Moran no sabía que varios de los relatos originales escritos mencionaban no solo a los testigos presenciales y sobrevivientes, sino también a los asesinos y otros blancos que estaban presentes pero no participaron.
Junio de 1926Masacre del río Forrest: los agentes de policía de Australia Occidental, James Graham St. Jack y Dennis Hastings Regan, encabezaron una expedición punitiva de un mes contra los aborígenes que vivían en la región del río Forrest. Después de que el rancho local informara de la desaparición de unas 30 personas, se organizó una investigación policial. Esta investigación encontró que al menos 16 aborígenes habían sido asesinados y sus restos quemados en tres hornos de piedra especialmente construidos. La investigación policial dio lugar a una Comisión Real al año siguiente. Durante la investigación de esta comisión, hubo burlas abiertas a la insinuación de que la declaración de un nativo fuera igual a la de un hombre blanco. A pesar de este intento manifiesto de proteger a los perpetradores, el Comisionado concluyó que entre 11 y 20 personas habían muerto y St. Jack y Regan fueron arrestados posteriormente por asesinato. En lugar de ir a juicio, los hombres fueron llevados ante el magistrado de policía Kidson quien, a pesar de los hallazgos de las dos investigaciones anteriores, consideró que las pruebas eran insuficientes para comparecer ante un jurado. Regan y St. Jack fueron puestos en libertad y el primer ministro, Philip Collier, incluso los reinstaló en sus posiciones anteriores en Kimberley.

### Queensland

#### Década de 1910
1918En la Isla de Bentinck, que forma parte del grupo de las islas Wellesley y que incluye la isla de Mornington, vivía el clan kaiadilt, de poco más de 100 personas. En 1911, un hombre llamado McKenzie (otros nombres desconocidos) recibió un contrato de arrendamiento del gobierno para la cercana isla de Sweers, que también cubría la parte oriental de la isla de Bentinck, mucho más grande. Al llegar a Bentinck con una mujer aborigen y un rebaño de ovejas, construyó una choza cerca del estuario de Kurumbali. Aunque los kaiadilt evitaron el contacto y se abstuvieron de acercarse a la propiedad de McKenzie, parece que a menudo éste exploraba la isla y disparaba a los hombres con que se encontraba mientras violaba a las mujeres. En 1918, McKenzie organizó una cacería con un número indeterminado de colonos del continente y, comenzando desde el extremo norte de la isla, condujo a los habitantes indígenas a la playa en su costa sur. La mayoría de los kaiadilt huyeron al mar donde se ahogaron, mientras que los que no acabaron en el mar fueron tiroteados desde la orilla. Aquéllos que intentaron escapar por la playa fueron perseguidos y tiroteados, con la excepción de un pequeño número que llegó a los manglares cercanos, donde los caballos de los colonos no pudieron seguirlos. Varias mujeres jóvenes fueron violadas en la playa y luego fueron hechas prisioneras en la cabaña de McKenzie durante tres días antes de ser liberadas. Como los kaiadilt permanecieron aislados durante gran parte del siglo XX, las autoridades no conocieron la masacre hasta que los investigadores registraron los relatos de los supervivientes en la década de 1980.

### Territorio del Norte

#### Década de 1920
1928Masacre de Coniston. En agosto de 1928, un agente de policía del Territorio del Norte, William George Murray, recibió la orden de investigar el asesinato de un hombre blanco llamado Fred Brooks por parte de varios aborígenes en un pozo de agua al oeste del rancho ganadero de Coniston. Murray dirigió una serie de expediciones punitivas desde agosto hasta octubre de 1928 que resultaron oficialmente en la muerte de 31 personas, en su mayoría warlpiri y kaytetye. Otros hombres que participaron con Murray en los asesinatos en masa fueron los terratenientes locales William «Nugget» Morton y Randall Stafford; los ganaderos John Saxby, William Briscoe y Alex Wilson; y tres rastreadores aborígenes que se llamaban Paddy, Dodger y Major. El análisis de la documentación existente y los testimonios aborígenes supervivientes indican que entre 100 y 200 personas murieron a tiros durante esta operación policial, un número muy superior al recuento oficial de cadáveres. Más tarde, Murray escoltó a dos prisioneros aborígenes a Darwin para presentarlo a juicio por el asesinato de Fred Brooks. En este juicio, Murray declaró libremente ante el juez que presidía que disparó contra un gran número de aborígenes durante la operación, que disparó a matar y mató a tiros a hombres y mujeres heridos. El juez señaló que Murray «los mató al por mayor». Las admisiones de Murray en el tribunal dieron lugar a una amplia publicidad sobre las masacres y se creó un Comité de Investigación gubernamental para investigar el incidente. El Comité de Investigación fue un encubrimiento creado para proteger el sistema colonial en el Territorio del Norte y concluyó que los disparos estaban justificados. No se formularon cargos contra ninguno de los perpetradores y Murray continuó sirviendo en la Policía del Territorio del Norte hasta la década de 1940. Un superviviente de la masacre, Billy Stockman Tjapaltjarri, se convirtió más tarde en parte de la primera generación de pintores de Papunya. Billy Stockman fue salvado por su madre, quien lo puso en un coolamon, un cuenco grande usado para transportar comida.

## Obras citadas
- Harrison, Rodney (2004). Shared Landscapes: Archaeologies of Attachment and the Pastoral Industry in New South Wales. University of New South Wales Press. ISBN 978-0-868-40559-9.
- Collins, David (1804). An Account of the English Colony in NSW.
- Kimber, R. G. (1991). The End of the Bad Old Days: European Settlement in Central Australia, 1871–1894. Occasional Papers (25). State Library of the Northern Territory. pp. 1-24. ISBN 0-7245-0645-4. Archivado desde el original el 16 de marzo de 2017. Consultado el 6 de septiembre de 2017.
- Hill, Barry (2002). Broken Song: T G H Strehlow and Aboriginal Possession. Knopf-Random House. ISBN 1-74051-065-8.
- Williams, Michael (2012). A History in Three Rivers:Dungog Shire Heritage Study. carste STUDIO Pty Ltd. Archivado desde el original el 29 de marzo de 2017. Consultado el 4 de junio de 2021.
- W., J.E. (25 de abril de 1922). «Peeps into the past:Berrico Public School. Aborigines». Wingham Chronicle. p. 2.